# Murter
Murter este o arie protejată (sit de importanță comunitară — SCI) din Croația întinsă pe o suprafață de 1.772,3 ha, integral pe uscat.

## Localizare
Centrul sitului Murter este situat la coordonatele 43°47′53″N 15°37′01″E / 43.798004°N 15.617006°E.

## Înființare
Situl Murter a fost declarat sit de importanță comunitară în iulie 2013 pentru a proteja un număr necunoscut de specii din flora spontană și fauna sălbatică aflate în arealul zonei.

## Biodiversitate
Situată în ecoregiunea mediteraneană, aria protejată conține 4 habitate naturale: Pseudostepă cu ierburi și specii anuale de Thero-Brachypodietea, Vegetație anuală la limita mareei, Faleze cu vegetație de Limonium spp. endemic de pe coastele mediteraneene, Tufărișuri halofile mediteraneene și termo-atlantice (Sarcocornetea fruticosi).
La baza desemnării sitului se află un număr nedeclarat de specii protejate.
Pe lângă speciile protejate, pe teritoriul sitului au mai fost identificate 22 de specii de plante.